# Takamaka (Seychellen)

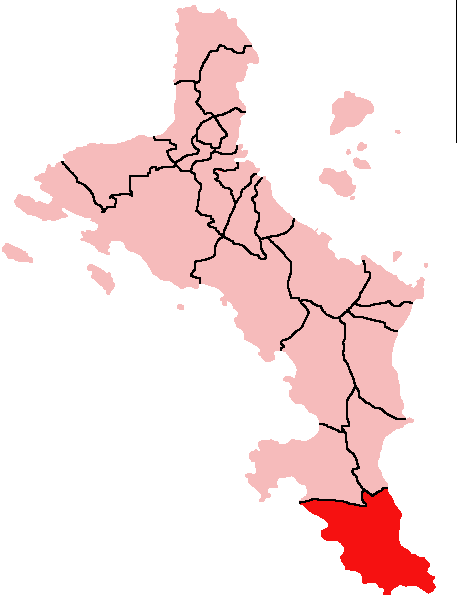
Karte des Distrikts Takamaka auf Mahé, Seychellen.

Takamaka ist der südöstlichste Verwaltungs-Distrikt auf der Insel Mahé auf den Seychellen.

## Geographie

Distrikte der Seychellen

Der Distrikt erstreckt sich über die Südost-Spitze der Insel Mahé. Er grenzt an die nördlicheren Distrikte Baie Lazare (W) und Anse Royale (O)
Mit den Buchten Anse Intendance, Anse Bazarca Beach, Police Bay und der Pointe Police verfügt der Distrikt über einige Sehenswerte Strände. Die kleinen Orte Anse Forbans Neighborhood und Quatre Bornes liegen im Gegensatz zu den Stränden eher im Zentrum, beziehungsweise auf der Nordseite der Insel, am Fuße der zahlreichen Berge. Die Nordküste wird durch die Buchten Anse Baleine, Anse Forbans, Anse Marie-Louise und Anse Capucins gegliedert; die Pointe du Sud ist der Südöstlichste Punkt der Insel.

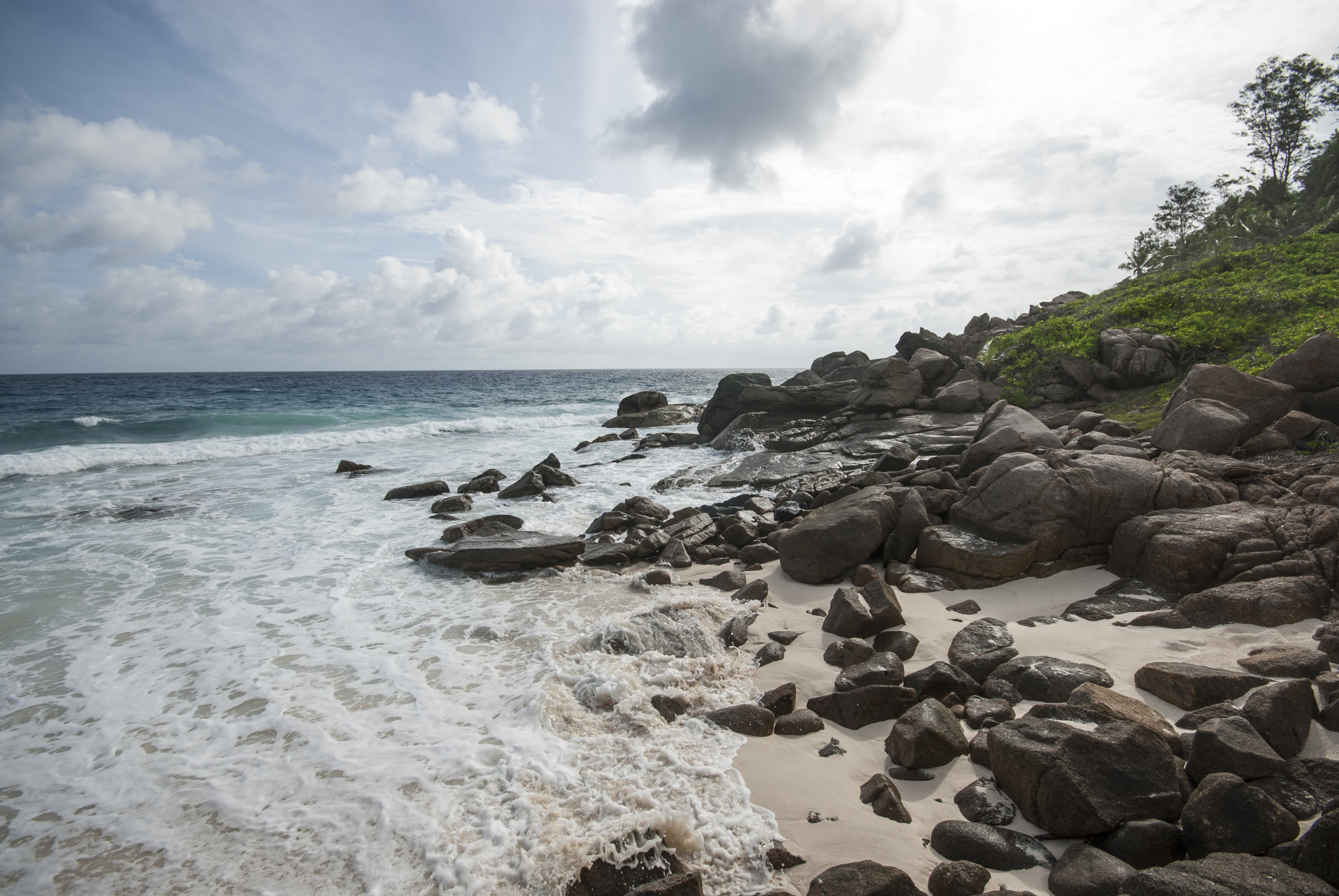
Strand der Anse Cachée, an der Südspitze von Mahé.

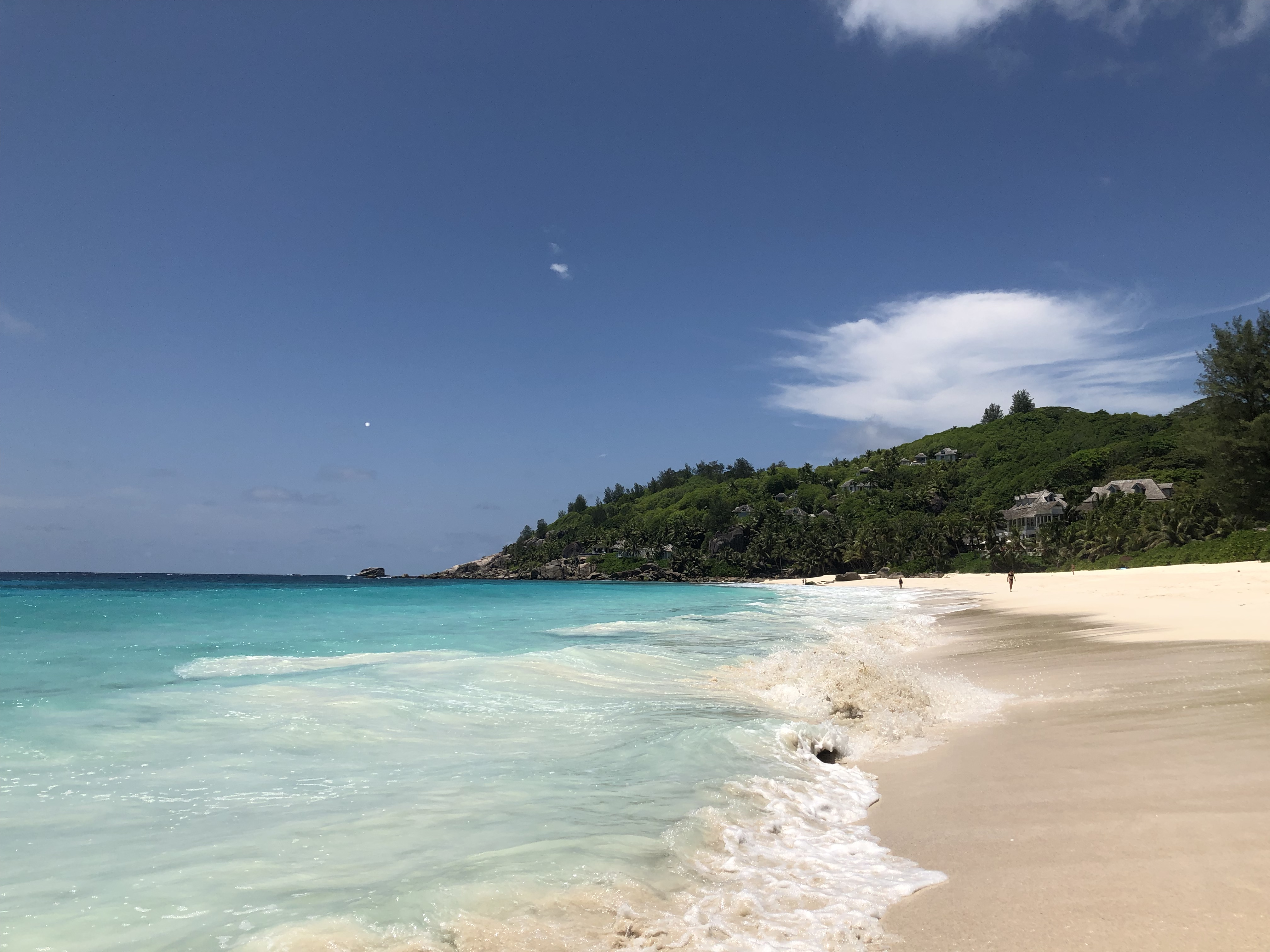
Anse Intendance an der Westküste von Takamaka. Das Banyan Tree Resort im Hintergrund.

Der Distrikt hat den ISO 3166-2-Code SC-23.

## Wirtschaft
Haupterwerbszweige im Distrikt sind Landwirtschaft und Fischerei. Mittlerweile gibt es eine kleine Tourismussparte mit vier kleinen Hotels (Allamanda Hotel, Captain’s Villa, Chez Batista, Banyan Tree Resort - Anse Intendance).
Wie in allen Distrikten gibt es eine Grundschule, ein Gesundheitszentrum, eine Polizeistation und ein District Administration Office, die alle rund um die katholische Church of Ste Mary Magdalena angeordnet sind.